# Julia Edward
Julia Edward (Rotorua, 20 de febrero de 1991) es una deportista neozelandesa que compitió en remo.
Ganó dos medallas de oro en el Campeonato Mundial de Remo, en los años 2014 y 2015. Participó en dos Juegos Olímpicos de Verano, ocupando el noveno lugar en Londres 2012 y el cuarto en Río de Janeiro 2016, en la prueba de doble scull ligero.

## Palmarés internacional
| Campeonato Mundial | Campeonato Mundial       | Campeonato Mundial | Campeonato Mundial |
| Año                | Lugar                    | Medalla            | Prueba             |
| ------------------ | ------------------------ | ------------------ | ------------------ |
| 2014               | Ámsterdam (Países Bajos) | Medalla de oro     | Doble scull ligero |
| 2015               | Aiguebelette (Francia)   | Medalla de oro     | Doble scull ligero |